# Marcinowice (gromada w powiecie świdnickim)
Marcinowice – dawna gromada, czyli najmniejsza jednostka podziału terytorialnego Polskiej Rzeczypospolitej Ludowej w latach 1954–1972.
Gromady, z gromadzkimi radami narodowymi (GRN) jako organami władzy najniższego stopnia na wsi, funkcjonowały od reformy reorganizującej administrację wiejską przeprowadzonej jesienią 1954 do momentu ich zniesienia z dniem 1 stycznia 1973, tym samym wypierając organizację gminną w latach 1954–1972.
Gromadę Marcinowice z siedzibą GRN w Marcinowicach utworzono – jako jedną z 8759 gromad na obszarze Polski – w powiecie świdnickim w woj. wrocławskim, na mocy uchwały nr 28/54 WRN we Wrocławiu z dnia 2 października 1954. W skład jednostki weszły obszary dotychczasowych gromad Marcinowice, Klecin, Zabrzydów i Kątki ze zniesionej gminy Marcinowice oraz Gruszów i Śmiałowice ze zniesionej gminy Pszenno w tymże powiecie. Dla gromady ustalono 14 członków gromadzkiej rady narodowej.
31 grudnia 1961 do gromady Marcinowice włączono obszar zniesionej gromady Strzelce w tymże powiecie.
Gromada przetrwała do końca 1972 roku, czyli do kolejnej reformy gminnej. 1 stycznia 1973 powiecie świdnickim reaktywowano gminę Marcinowice.